# Nyelvművelés Erdélyben
Nyelvművelés Erdélyben (1918–1989) A nyelvművelés a helyes magyarság, a szép magyar beszéd megőrzésére és fejlesztésére, az anyanyelvi műveltség emelésére irányuló mozgalom. Az anyanyelv ügyével foglalkozók sorában kezdettől fogva ott találjuk az erdélyi magyar írástudók legjavát, munkásságuk a magyar nyelvművelés legértékesebb hagyományai közé tartozik.

## Előzmények
Elég utalnunk Sylvester János, Dévai Bíró Mátyás, a gyulafehérvári Magyar grammatikácska című, 1645-ben közzétett első magyar nyelvművelő munkát szerző Geleji Katona István, Heltai Gáspár, Misztótfalusi Kis Miklós, Haller János, Bod Péter, Apáczai Csere János, Bőjthy Antal, Aranka György, Gyarmathi Sámuel, Baróti Szabó Dávid, Brassai Sámuel munkásságára.

## A két világháború közt
A sajátosan erdélyi magyar nyelvművelés két világháború közti szakaszát az EME és folyóirata, az Erdélyi Múzeum alapozta meg. Kezdeményezője Csűry Bálint, első szervezője György Lajos, szakavatott gondozója Szabó T. Attila és vérbeli szakírója Brüll Emánuel volt. Nem lehet említés nélkül hagyni a nyelvi öntudat ápolására törekvő más folyóiratok és napilapok ilyen irányú működését sem.
A nyelvápolásban munkatársul szegődött a Pásztortűzben Császár Károly, a Brassói Lapokban Kacsó Sándor, a Keleti Újságban a költő Dsida Jenő folytatott nyelvművelő tevékenységet, de közölt ilyen anyagot az Erdélyi Irodalmi Szemle, az Erdélyi Lapok, a Független Újság, a György Lajos és Márton Áron szerkesztette Erdélyi Iskola is, amely a kisebbségi élet nyelvi igényeit szolgálva, a Népművelési Füzetek 5. számaként külön is kiadta Szabó T. Attilának A nyelvművelés időszerű kérdései c. gyakorlati nyelvőrkalauzát.
Az Erdélyi Múzeum "új folyam"-a 1935-ben Nyelvművelés rovattal bővült; ennek a purizmusba torkolló magyarországi nyelvvédő mozgalommal azonos elvek alapján írt programadó cikke a nyelvművelés célját abban látja, hogy "a hibák kerülésére intsen és a magyar beszéd ellenőrzésére szoktasson". Ám a György Lajos és Szabó T. Attila szerkesztette rovat gyakorlata rövidesen túlmutatott a magyarországi nyelvművelés eredményeinek puszta ismertetésén, s írói a romániai magyar nyelvi valóság időszerű kérdéseinek behatóbb tárgyalásával önállóan, a kisebbségi élet nyelvi igényeihez jobban igazodva igyekeztek szolgálni a nyelvápolást.
A Brassói Lapok és szerkesztője, Kacsó Sándor már korábban figyelmet szentelt az anyanyelv ügyének. A fiatal, lelkes újságíróknak egyvalamiben a hivatásos nyelvészekkel szemben előnyösebb helyzetük volt: a mindennapi gyakorlatban ismerték fel a nyelvápolás szükségességét, az olvasóközönség igényeit. Az ÁGISZ szövetkezet kiadásában Anyanyelvünk címmel nyelvművelő könyvecskét jelentettek meg, a belső oldalon a tartalomra utaló szövegben már jelezve: „Anyanyelvünk. A helyes és tiszta magyarság kézikönyve. Idegen szavak szótára. Kosztolányi Dezső Nyelvőrének erdélyi kiadása. Az erdélyi részt szerkesztette Kacsó Sándor. Brassó 1934.” A szerkesztő alapvetően a nyelvkeveredés ellen emel szót, szerkesztőtársa, Kőrösi Sándor pedig elhatárolja magát mindenfajta szűk látókörű purizmustól, és a nyelvfejlesztés ügyét a társadalmi fejlődés szükségességével hozza összefüggésbe. Az ő cikkeik mellett különös jelentőséget tulajdoníthatunk Szécsi Sándor román-magyar szójegyzékének.
A Keleti Újság 1936-ban indítja meg Anyanyelvünkért c. rovatát. A rovatvezető Dsida Jenő, a nyelvművelő bizottság tagja Nyirő József és Kristóf György, a kolozsvári I. Ferdinánd Egyetem magyar tanszékének tanára. Közöltek írásokat György Lajostól, Kőrösi Sándortól, Szabó T. Attilától, illetőleg Dengl Jánostól, Harsányi Zsolttól, Kosztolányi Dezsőtől, Laczkó Gézától. Dsida szemléletének megvilágítására érdemes idéznünk A transylvan magyar szókincset fenyegető veszedelmek c. írásából: „Amikor szót emelünk az ellen, hogy egyesek román szavakat kevernek beszédükbe, távol áll tőlünk minden olyan gondolat, amely az államnyelv jogait és érdekeit sértheti. Hívei vagyunk, hogy az állam polgárai beszéljék az állam nyelvét, sőt tovább megyünk: hívei vagyunk annak is, hogy szépen beszéljék... Aki románul beszél, szóljon tisztán és szépen románul. De viszont, aki magyarul beszél, szóljon tisztán magyarul.” A Keleti Újság nyelvművelésében Dsida halála következtében hanyatlás állt be, de 1939 májusától újraindult a rovat, szerkesztője ifjabb Nagy Géza.
Az erdélyi magyar nyelvművelés sajátos jellegét a két világháború közti szakaszban az adja meg, hogy az általános magyar nyelvhelyesség kérdéseiben való eligazítás mellett gondot fordított az erdélyi magyar nyelvhasználatot legközvetlenebbül veszélyeztető tényező, a román nyelvi hatás feltárására és orvoslására.

## A II. világháború után
Az 1940-es évek második felében a folytonosságot legfőképp Brüll Emánuel felkészültsége és szakértelme biztosította (cikkeit az Erdély, Világosság, Utunk, Erdélyi Munkásnaptár jelentette meg), utána azonban a nyelvművelés addig gyakorolt modellje széthullott. Megszűnt a szervezeti keret, az EME, a nyelvművelés gazdátlanná vált.
A nyelvművelésre alkalmas tudományos erők csoportosulásának első jele Márton Gyulának az 1952-ben megjelent Írjunk, beszéljünk helyesen! c. könyve volt. Ez rendszeres tájékoztatást nyújt, de egyben hibáztatja a kialakult mozgalmi zsargon és hivatali nyelv egyes szavait, kifejezéseit.
Elméletileg a nyelvművelésben újat Szabédi László nyújt, aki ezzel a kérdéssel már egy régebbi, Nyelvjavítás c. 1940-ben megjelent cikkében is foglalkozott. Részletesen – Lőrincze Lajos úgynevezett pozitív nyelvművelő mozgalmával szinte egy időben – 1952-ben Nyelvművelő feladataink címmel fejtette ki koncepcióját, amelynek lényege, hogy a nyelvművelés nem nyelvészeti, hanem társadalmi kérdés: Elkülöníti a (korábban "nyelvjavítás"-nak nevezett) "nyelvvédelem" szűkebb körű feladatát a pozitív értelemben vett szélesebb körű nyelvműveléstől, ami "a köznyelv felmérése, ellenőrzése és irányítása". Hangsúlyozza az iskolai oktatás, a napisajtó, a rádió fontosságát, ahonnan a tanulni vágyók "nyelvtudásukat merítik". Ennek nyomán indul meg a különböző lapokban (Előre, Igazság, Művelődés, Vörös Zászló, Dolgozó Nő, Igaz Szó) és hetenként egyszer a Kolozsvári Rádióban is a gyakorlati nyelvművelés, többnyire a magyar nyelvészeti tanszék tagjainak részvételével.
Az elszórtan megjelenő cikkeknek most már magasabb elvi keretet nyújtott volna egy népszerű, a nyelvművelés elvi és gyakorlati kérdéseit rendszerbe foglaló önálló kiadvány. Ez – egy cikkgyűjtemény Gálffy Mózes szerkesztésében – el is készült, de kiadását a cenzúra 1958-ban nem engedélyezte, mint ahogyan betiltotta a lapokban, a rádióban is a magyar nyelvművelést.
Csaknem egy évtizednyi kényszerszünet után, 1966-tól a lapok ismét helyt adhattak a nyelvművelésnek. Ebben az időben válik közismertté és megbecsültté Murádin László és Bartha János nyelvművelő tevékenysége. Az új lendületet a Korunk 1971-es nyelvészeti száma példázza. E szám egyik cikke a nyelvművelés bemutatására az 1967-es esztendőt választja ki: ebben az évben öt lapunkban van állandó nyelvművelő rovat. Ezek: Csipegető (Utunk), Anyanyelvünk (Előre), Nyelvművelés (Igazság, Brassói Lapok), Nyelvi műveltség (Művelődés). Emellett csaknem állandó rovata van a Hargitának és a Vörös Zászlónak. Nyelvi cikkeiknek teret nyújt a Korunk, Igaz Szó, Dolgozó Nő, Tanügyi Újság, Munkásélet, Megyei Tükör, Jóbarát, Szabad Szó, Falvak Dolgozó Népe és a Vörös Lobogó is. Állandó rovata van később az Új Életnek. E lapokban 1968 és 1972 között, tehát öt év alatt 579 írás jelent meg 89 szerző tollából. A nyelvművelő írásokkal gyakrabban jelentkező szerzők: Bartha János, Bura László, B. Gergely Piroska, Gálffy Mózes, Cs. Gyimesi Éva, Komoróczy György, Márton Gyula, Murádin László, Nagy Kálmán, J. Nagy Mária, Szikszay Jenő, Teiszler Pál, Zsemlyei János.
A nyelvművelés e fellendülő, 1980-ig tartó korszakához tartozik a marosvásárhelyi rádió hetenkénti nyelvművelő adása.
A hírlapi cikkekhez szorosan csatlakoznak az önállóan megjelenő kötetek. A sort Nagy Kálmán népszerű, több kiadást is megért kézikönyve nyitotta meg: Kis magyar nyelvtankönyv, különös tekintettel a nyelvhelyesség mindennapi kérdéseire (1970, 1980). Nyelvművelő cikkek, tanulmányok gyűjteményei a következő kötetek: az Anyanyelvünk művelése c. gyűjtemény, ugyanabban az évben Cs. Gyimesi Évától a Mindennapi nyelvünk (1975), Murádin Lászlótól a Szavak titka (1977). A fellendülés szakaszának utolsó darabja egy válogatás Kosztolányi Dezső idevágó írásaiból Gondolatok a nyelvről címmel a Téka-sorozatban.
A nyelvművelő irodalom fellendülését természetes módon egészíti ki más nyelvészeti kiadványok sora: a stilisztikai témájú kötetek (Bartha János, Horváth Tibor, Józsa Nagy Mária és Szabó Zoltán közös kiadványa, a Kis magyar stilisztika, 1968, Szabó Zoltán önálló munkája, a Kis magyar stílustörténet, 1970). Hasonlóan fontosak a helyesírási kézikönyvek, mint amilyen a Helyesírási tájékoztató (1969) és a Magyar helyesírási szótár (1978). Más szálon kapcsolódik a nyelvműveléshez Kuszálik Piroska és Szabó Hajnal módszertani útmutatója, a Nyelvtanítás (1969). A nyelvi ismeretterjesztés szolgálatában áll Péntek János-Szabó Zoltán-Teiszler Pál A nyelv világa (1970) és Szilágyi N. Sándor Világunk, a nyelv c. kötete (1978). A nyelvművelés szempontjából is hézagpótló Balogh Dezső-Gálffy Mózes-J. Nagy Mária A magyar nyelv kézikönyve (1971) c. leíró nyelvtana. Külön hely illeti meg a kiadványok sorában Szabó T. Attila válogatott tanulmányainak három első kötetét, az Anyanyelvünk életéből (1970), A szó és az ember (1971) és a Nyelv és múlt (1972) címűeket, melyekben nyelvművelő tanulmányai is helyet kaptak.

## A román nyelvi hatásról
A nyelvművelő cikkek témái között ott találunk mindent, ami a pozitív nyelvművelés, a nyelvi ismeretterjesztés körébe tartozik, viszont kevésbé szerepelnek az olyan témák, amelyek a román nyelvi hatás, a kevertnyelvűség ellen küzdöttek volna. Ennek tudatában szögezte le a Korunk már említett cikke: „van nyelvművelésünk általában, de nincs, vagy csak alig van speciálisan a romániai magyar anyanyelvi valóságunknak, állapotunknak megfelelően.” Ennek a nyelvművelők akaratán kívül eső okai voltak. A román nyelvi hatás elleni küzdelem témája tabu volt. A román nyelv – a hivatalos felfogás szerint – a romániai magyarság számára nem „idegen nyelv.” S ha nem az, akkor nemhogy nem kell, de tilos is küzdeni hatása ellen, inkább a kétnyelvűséget, a továbbiakban a nyelvváltást kell szorgalmazni. Időnként mégis fel-felvetődött a román nyelvi hatás leküzdésének szükségessége. Kékedy László teszi szóvá egy Korunkbeli cikkében, s ennek következtében indul meg a lap nyelvművelő rovata (Szabó Ilona: Kell a törődés...), de ez csak burkoltan emlegeti a román szókincsbeli hatást, csupán a román hatásra keletkező tükörkifejezések között szemléz.

## 1980-as évek
A fellendülés időszaka után az 1980-as években a nyelvművelő írások száma megcsappant. Csak néhány lap, az Igazság (Murádin László), a Vörös Zászló (Bartha János), a Dolgozó Nő (J. Nagy Mária), a Hargita (Komoróczy György), az Új Élet meg a nagyváradi Fáklya (Dánielisz Endre) őrzi meg nyelvművelő rovatát. Ritkul a nyelvészeti kiadványok száma is. Nyelvművelő munka mindössze három jelent meg: Balázs Lászlóé Nyelvművelés a líceumban (1980), Bura Lászlóé Élő nyelvünk (1982) és Murádin Lászlóé Szavak színeváltozása (1983) címmel. A nyelvi műveltség emelését szolgálta Szabó T. Attila válogatott tanulmányainak újabb három kötete és Péntek János Teremtő nyelv (1988) c. nyelvelméleti munkája.

## 1989 után
Az 1989-es decemberi rendszerváltás valamelyes változást hozott a romániai magyar nyelvművelésben. A lapok többségének – jórészt a régi munkatársakkal – ma is van nyelvművelő rovata, így a Szabadságnak, a Népújságnak, a Hargita Népének, a Bihari Naplónak, és a többi lapok is közölnek nyelvészeti írásokat.
A helyes kiejtés szempontjából fontos a Román rádió kolozsvári, marosvásárhelyi és bukaresti magyar adásának nyelvművelő rovata. A televízió nagyváradi adása is foglalkozik nyelvműveléssel. Központi téma éppen a nyelvi tisztaság, a román nyelvi hatás kiküszöbölése lett. Nemcsak a kevertnyelvűség kerül elemzésre, hanem helyet kap az eddig eltiltott erdélyi magyar helynevek magyarázata is. Több tanulmány elvi síkon foglalkozik „romló köznyelvünk” állapotával, főleg Murádin László írásait kell kiemelnünk az erdélyi magyar nyelvművelés gondjairól (Magyar Nyelvőr, Budapest, 1993/4), valamint Péntek Jánosnak elméleti vonatkozásban összefoglaló tanulmányát: Kontaktus-jelenségek és folyamatok a magyar nyelv kisebbségi változataiban (NyIrK, 1997/1). Négy önálló kiadvány is megjelent, az egyik a Sztranyiczki Mihály és Tar Károly szerkesztette Romániai magyar nyelvvédő szótár (Kolozsvár, 1993), mely megadja a magyar beszédben elkerülendő román szavak megfelelő változatát, a másik Komoróczy György cikkgyűjteménye: Magyar szavaink nyomában (Székelyudvarhely, 1994), továbbá a Kovácsné József Magda szerkesztette nyelvhelyességi segédkönyv: Beszélni kell! (Kolozsvár, 1996), valamint Murádin László: Anyanyelvünk ösvényein (Székelyudvarhely, 1996).
A romániai magyar nyelvművelés szervezeti formát is kapott azzal, hogy 1991 szeptemberében Sepsiszentgyörgyön megalakult az Anyanyelvápolók Erdélyi Szövetsége. A szervezetnek sikerült megszerveznie az iskolák diákjainak nyelvi vetélkedőit, s az évente megrendezett országos döntőn lehetővé vált a nyelvművelés tárgykörébe vágó tudományos előadássorozat mellett megtárgyalni az elvégzett munkát, kijelölve a további feladatokat. A nyelvművelés sajátos iskolai feladatainak megoldását a Nyelv-Irodalom-Tanítás Társulat (NyIT) és időszaki kiadványa, a NyIT-Lapok vállalja fel.